# Le Rire
Le Rire – francuski magazyn humorystyczny publikowany od 1894 do 1971 roku. Magazyn został założony w Paryżu podczas trwania belle époque przez Felixa Juvena. Magazyn zajmował się głównie tworzeniu artykułów poświęconych sztuce, polityce oraz kulturze. Przedstawiając te dziedziny w humorystyczny sposób Le Rire odnosił liczne sukcesy stając się najpopularniejszym magazynem z gatunku Journal Humoristique.

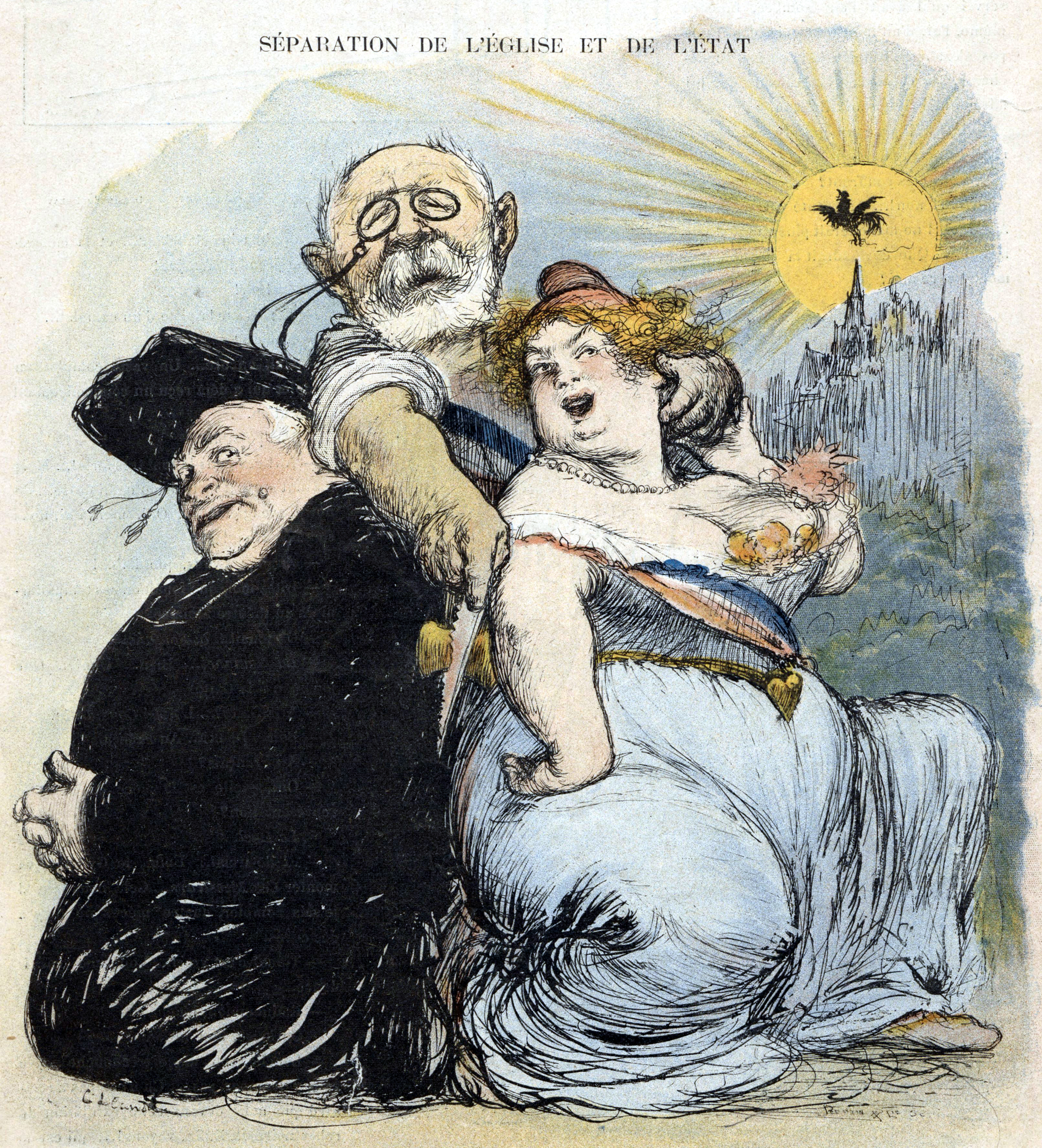
Séparation des Églises et de l’État (aut. Charles Lucien Léandre; 1905)

Afera Dreyfusa została szeroko rozpisana na łamach „Le Rire”. W sprawie afery, a później wielu innych publikacjach, „Le Rire” przedstawiał zdecydowany charakter antyrepublikański. W czasie afery Dreyfusa rząd francuski wykazywał się zdecydowaną niekompetencją połączoną z licznymi aferami korupcyjnymi dzięki czemu magazyny humorystyczne, takie jak „Le Rire”, miały szerokie pole manewru do tworzenia licznych satyr oraz karykatur ówczesnych polityków a także wojskowych.
Artykuły oraz zamieszczane satyry w Le Rire były ozdabiane licznymi rysunkami znakomitych artystów z których jednym z najbardziej aktywnych był Théophile Alexandre Steinlen. Oprócz tego prace oraz rysunki przedstawiające karykatury ludzi oraz wydarzeń zostały zilustrowane przez m.in. takich artystów jak: Henri de Toulouse-Lautrec, Juan Gris, Jean-Louis Forain, Adolphe Willette, Joaquín Xaudaró.
Magazyn został wydawany przez ponad 60 lat. Zamknięcie magazynu dokonało się w latach 50. XX wieku. Pismo reaktywowano w latach 70. Próba ta jednak się nie powiodła i periodyk zamknięto.